# Liste der Kulturdenkmale in Technitz
In der Liste der Kulturdenkmale in Technitz sind die Kulturdenkmale des Döbelner Ortsteils Technitz verzeichnet, die bis Oktober 2022 vom Landesamt für Denkmalpflege Sachsen erfasst wurden (ohne archäologische Kulturdenkmale). Die Anmerkungen sind zu beachten.
Diese Aufzählung ist eine Teilmenge der Liste der Kulturdenkmale in Döbeln.

## Technitz
| Bild                                    | Bezeichnung                                                                                           | Lage                                           | Datierung | Beschreibung | ID       |
| --------------------------------------- | --- | ---------------------------------------------- | --- | --- | -------- |
| Direkt Bild zu diesem Denkmal hochladen | Wohnhaus, Seitengebäude und Hofpflaster eines Bauernhofes (ehemaliges Gut Hessel)                     | Möckwitzer Weg 10, 12 (Karte)                  | Bezeichnet mit 1817 (Seitengebäude); bezeichnet mit 1860 (Bauernhaus)                                                     | Baugeschichtlich und sozialgeschichtlich von Bedeutung, herrschaftliches Wohnhaus mit in seiner Schlichtheit ausgezeichneter Bauzier, durch erhaltene Geschlossenheit auch aufgrund der Hofpflasterung bedeutsam, durch abgeschiedene Lage auf Hügel von landschaftsbildprägender Bedeutung. - Herrenhaus: sieben Achsen, zwei Geschosse und Drempel, Bruchsteinsockel, darüber Klinkerbau verputzt, Erdgeschoss: Putzquaderung, Fenster zum Teil zugesetzt, original: zum Teil Winterfenster, Feldertür mit Oberlichtern, Granitstufen - Seitengebäude: Putzfassade, Verhältnis von Maueröffnung und Wand stimmt nicht mehr | 09206503 |
| Direkt Bild zu diesem Denkmal hochladen | Wohnstallhaus und Seitengebäude (möglicherweise Auszugshaus) eines Bauernhofes (Bauerngut Planitz)    | Möckwitzer Weg 14 (Karte)                      | Mitte 19. Jahrhundert | Baugeschichtlich, wirtschaftsgeschichtlich und sozialgeschichtlich von Bedeutung, große Anlage von herrschaftlich repräsentativem Eindruck, in ihrer Lage landschaftsprägend. Gut Planitz bestehend aus Gutshaus mit anschließendem Wohnstallhaus und gegenüberliegendem Auszüglerhaus, Fenster zum Teil entstellend erneuert, Sockel: Bruchstein und Klinker verputzt, Erdgeschoss: Putzquaderung, Auszugshaus: Erdgeschoss Bruchstein, Bögen zugesetzt: Obergeschoss Fachwerk mit Winterfenstern. | 09206499 |
|                                         | Wohnhaus in offener Bebauung in Ecklage                                                               | Technitzer Berg 2 (Karte)                      | Bezeichnet mit 1905 | Baugeschichtlich und städtebaulich von Bedeutung, durch seine exponierte Lage ortsbildprägend, ein seltenes Zeugnis der Gründerzeit in Technitz. 3:3:5 achsig, zweigeschossig in Ecklage, dreigeschossig, hoher Sockel aus Porphyrbruchsteinen mit Sandsteinquadern um die Fenster und an Ecken, darüberliegende Geschosse in Klinkermischbauweise, Fenster, Dachdeckung eventuell erneuert. | 09206480 |
| Direkt Bild zu diesem Denkmal hochladen | Häuslerhaus                                                                                           | Technitzer Berg 5 (Karte)                      | 2. Viertel 19. Jahrhundert                                                                                                | Baugeschichtlich und sozialgeschichtlich von Bedeutung, straßenbildprägend durch Fachwerkobergeschoss. Landschaftstypisches Wohnhaus, Erdgeschoss massiv, Obergeschoss Fachwerk, Biberschwanzdeckung erneuert, Haustür mit Fenster, denkmalgerecht erneuert. | 09206468 |
| Direkt Bild zu diesem Denkmal hochladen | Wehr                                                                                                  | Westewitzer Straße (Karte)                     | Um 1910 | Festes Wehr mit Schütz zur Wasserkraftgewinnung der ehemaligen Papierfabrik, technikgeschichtlich von Bedeutung. Zum Antrieb einer Francis-Turbine in der ehemaligen Papierfabrik, Quadermauerwerk, Ablass über Schützentafel. | 09206467 |
| Direkt Bild zu diesem Denkmal hochladen | Brücke                                                                                                | Westewitzer Straße (Technitzer Straße) (Karte) | 1870–1871 | Verkehrsgeschichtlich bedeutende dreibogige Steinbrücke über die Freiberger Mulde, landschaftsprägend. Bei diesem Bauwerk handelt es sich um eine dreibogige Brücke, mit den Spannweiten von 10,92 m und 20,1 m und 10,92 m. Die Dicke der Pfeiler beträgt 5,98 m. Die Brücke ist 65,0 m lang. Das Bauwerk zeigt eine schöne Natursteingestaltung. Zu beachten sind die flachen und schlanken Bögen, das Wechselspiel zwischen dem Quadermauerwerk der Gewölbe aus grauem Sandstein und dem rötlichen Polygonmauerwerk der Stirnmauern aus Hohenlaufter Granit, sowie die mächtigen hervorstehenden Pfeiler. Das Bauwerk überführt die Bundesstraße 175 und unterführt die Freiberger Mulde. Als Baustoffe wurden Sandstein, Hohenlaufter Granit und Stahlbeton eingesetzt. | 09206466 |
| Weitere Bilder                          | Kirche und Kirchhof Technitz (Sachgesamtheit)                                                         | Westewitzer Straße (Karte)                     | 19. Jahrhundert | Sachgesamtheit Kirche und Kirchhof Technitz, mit den Einzeldenkmalen: Kirche, Kapelle, Kriegerdenkmale für die Gefallenen von 1870/71, für die Gefallenen des Ersten Weltkrieges und für die Gefallenen des Zweiten Weltkrieges, Grabstätten und Erbbegräbnisse (siehe 09206482) und als Sachgesamtheitsteile der Kirchhof und der benachbarte Friedhof; ortsgeschichtlich und baugeschichtlich von Bedeutung, ortsbild- und landschaftsprägende Anlage in erhöhter Lage, klassizistische Saalkirche mit Westturm, von kirchengeschichtlicher Bedeutung und baukünstlerischer Qualität. - Friedhof 1 (=Kirchhof): mit altem Baumbestand, Grabkapelle, Denkmale für Gefallene des Ersten und Zweiten Weltkrieges, Ehrenmal für Gefallene des Ersten Weltkrieges, Ehrenmal für die Gefallenen 1870/71, Erbbegräbnis (1888) der Rittergutsbesitzer Familie Lorenz auf Keuern, Urnenbegräbnis (um 1836) sowie Grab mit Engelsrelief - Friedhof 2: mit alter Baumbestand (Flurstück 64), Erbbegräbniss-Stätten, Anlage Ende 19. Jahrhundert | 09301677 |
| Weitere Bilder                          | Kirche Technitz (Einzeldenkmal der Sachgesamtheit 09301677)                                           | Westewitzer Straße (Karte)                     | 1843/1850 (Kirche); 16. Jahrhundert (Evangelisten); 1759 (Taufengel); 1852/1853 (Orgel); Mitte 19. Jahrhundert (Christus) | Einzeldenkmal der Sachgesamtheit Kirche mit Ausstattung und Kirchhof Technitz; ortsgeschichtlich und baugeschichtlich von Bedeutung, ortsbild- und landschaftsprägende Anlage in erhöhter Lage, klassizistische Saalkirche mit Westturm, von kirchengeschichtlicher Bedeutung und baukünstlerischer Qualität. Durch Gustav Uhlig aus Grünlichtenberg nach Plänen von Maurermeister Grellmann aus Mügeln unter Verwendung von Ausstattungsstücken des Vorgängerbaus errichtet, Putzbau mit geradem Ostabschluss und Walmdach, Saal mit Muldengewölbe, durch die umlaufenden zweigeschossigen, im Osten verglasten Holzemporen von zentralisierender Wirkung, Brüstungen mit einprofilierten Gesimsen und Pilastern, von zwei mächtigen kannelierten Halbsäulen auf hohen Podesten gerahmter Kanzelaltar, über dem Gesims Volutenanschwünge und der Taufengel des Vorgängerbaus (1759), qualitätvoller Taufstein von 1563 beim Neubau restauriert, an der Kuppa szenische Reliefs: Arche Noah, Rotes Meer, Beschneidung Christi und Taufe im Jordan sowie die Wappen derer von Hausberg, Holda, Weißenbach und Boeckem, Orgel von Carl Eduard Jehmlich mit klassizistischem Prospekt (1852/53), Reste eines Holzepitaphs an der Nordempore für Georg Christoph von Dölau (gestorben 1694), Turm saniert. | 09206482 |
|                                         | Kapelle (Einzeldenkmal der Sachgesamtheit 09301677)                                                   | Westewitzer Straße (Karte)                     | Bezeichnet mit 1895 | Einzeldenkmal der Sachgesamtheit Kirche mit Ausstattung und Kirchhof Technitz; Grab-Kapelle im Nordteil von Kirchhof Technitz | 09206482 |
| Direkt Bild zu diesem Denkmal hochladen | Kriegerdenkmal für die Gefallenen von 1870/71 (Einzeldenkmal der Sachgesamtheit 09301677)             | Westewitzer Straße (Karte)                     | Nach 1871 | Einzeldenkmal der Sachgesamtheit Kirche mit Ausstattung und Kirchhof Technitz; Obelisk mit Inschrift und Relief (Helm, Eichenlaub) | 09206482 |
| Direkt Bild zu diesem Denkmal hochladen | Kriegerdenkmal für die Gefallenen des Ersten Weltkrieges (Einzeldenkmal der Sachgesamtheit 09301677)  | Westewitzer Straße (Karte)                     | Nach 1918 | Einzeldenkmal der Sachgesamtheit Kirche mit Ausstattung und Kirchhof Technitz; Porphyrplatte mit Relief eines stehenden Kriegers, Sockel mit Inschrift, um das Relief eines stehenden Kriegers, Sockel mit Inschrift, um das Relief (eingetieft) sind die Namen der Gefallenen eingelassen, nach oben wird das Relief durch Rundbögen mit Inschrift begrenzt, Sandsteinsockel | 09206482 |
|                                         | Kriegerdenkmal für die Gefallenen des Zweiten Weltkrieges (Einzeldenkmal der Sachgesamtheit 09301677) | Westewitzer Straße (Karte)                     | 1945 | Einzeldenkmal der Sachgesamtheit Kirche mit Ausstattung und Kirchhof Technitz; Feld schlichter Holzkreuze | 09206482 |
| Weitere Bilder                          | Grabstätten (Einzeldenkmale der Sachgesamtheit 09301677)                                              | Westewitzer Straße (Karte)                     | 19. Jahrhundert | Einzeldenkmale der Sachgesamtheit Kirche mit Ausstattung und Kirchhof Technitz. - Grabstein: Schrift verwittert, Bildhauer bezeichnet Schulze, künstlerischer Anspruch des Reliefs (Anker, Feder, Fackel) - Erbbegräbnis von 1888: Rittergutsbesitzer Familie Lorenz auf Keuern, schlicht gestaltete Anlage, originale Einfriedung, portikusähnliche Gestaltung mit kannelierten Pilastern - Urnenbegräbnis: Würfel aus Naturstein (um 1836), Inschrift verwittert, auf Deckplatte Relief (aufgeschlagenes Buch, Feder), Steinurne als Skulptur auf Steinsockel, vermooste Inschrift - Grab mit Engelsrelief: völlig eingewachsen | 09206482 |
| Direkt Bild zu diesem Denkmal hochladen | Ehemaliges Fabrikantenwohnhaus der ehemaligen Papierfabrik Hermann Ehlert                             | Westewitzer Straße 4 (Karte)                   | Um 1850 | Letzter authentisch erhaltener Bestandteil der ehem. Papier- und Pappenfabrik Hermann Ehlert, Putzbau im Stil der Neurenaissance, baugeschichtliche und ortsgeschichtliche Bedeutung | 09206465 |
|                                         | Wohnstallhaus und Einfriedung eines ehemaligen Pfarrhofes                                             | Westewitzer Straße 7 (Karte)                   | Um 1800 | Zeittypisches Zeugnis dörflicher Architektur in exponierter Lage, ortsbildprägender Fachwerkbau, als ehemaliges Pfarrgut von ortsgeschichtlicher Bedeutung. Erdgeschoss massiv, Obergeschoss Fachwerk (aufgebrettert, altes Fachwerk vermutlich darunter), vermutlich alter Dachstuhl (entstellend gedeckt). | 09206474 |
| Direkt Bild zu diesem Denkmal hochladen | Pfarrhaus und Einfriedung                                                                             | Westewitzer Straße 9 (Karte)                   | Um 1900 | Teil des Ensembles Kirche, Friedhof, Schule, Pfarrhof, von ortsgeschichtlicher und straßenbildprägender Bedeutung. Bruchsteinsockel, Putzfassade, Dachhäuschen, Sandsteingewände, Fenster und Türen erneuert. | 09206472 |
|                                         | Ehemalige Schule und Nebengebäude, Mauer und Heiste                                                   | Westewitzer Straße 11 (Karte)                  | Bezeichnet mit 1765 (Schule); 18. Jahrhundert (Nebengebäude)                                                              | Als ehemalige Schule von ortsgeschichtlicher Bedeutung, aufgrund ihrer Lage ortsbildprägender Fachwerkbau, Seitengebäude in reiner Fachwerkkonstruktion. - Schule: mit massiven Erdgeschoss, Obergeschoss Fachwerk, Schopfwalmdach (Biberschwanzdeckung), alte Fenster, originale Haustür mit Porphyrgesims, Lehmausfachung, altes Treppenhaus - Seitengebäude: mit Taubenschlag, rückwärtige Giebelwand massiv erneuert | 09206473 |
| Direkt Bild zu diesem Denkmal hochladen | Wohnstallhaus eines Vierseithofes                                                                     | Zum Muldenblick 7 (Karte)                      | 1800 und später | Baugeschichtlich und ortsgeschichtlich bedeutsam. Verputzter Klinkersockel, Erdgeschoss verputzt und mit Porphyrgewänden (zum Teil originale Fenster), Obergeschoss Fachwerk mit alten Fenstern, Dach mit alter Biberschwanzdeckung und Hechtgauben. Ehemals denkmalgeschütztes Seitengebäude (Zum Muldenblick 5) mit verbrettertem Fachwerk im Obergeschoss zwischen 2015 und 2017 abgerissen. Vorher Einstufung als bau- und ortsgeschichtlich bedeutsame Gutshofanlage, beeindruckend aufgrund ihrer Geschlossenheit, ihrer Dachlandschaft sowie der zum Teil originalen Fenster. | 09206479 |

## Tabellenlegende
- Bild: Bild des Kulturdenkmals, ggf. zusätzlich mit einem Link zu weiteren Fotos des Kulturdenkmals im Medienarchiv Wikimedia Commons. Wenn man auf das Kamerasymbol klickt, können Fotos zu Kulturdenkmalen aus dieser Liste hochgeladen werden:
- Bezeichnung: Denkmalgeschützte Objekte und ggf. Bauwerksname des Kulturdenkmals
- Lage: Straßenname und Hausnummer oder Flurstücknummer des Kulturdenkmals. Die Grundsortierung der Liste erfolgt nach dieser Adresse. Der Link (Karte) führt zu verschiedenen Kartendiensten mit der Position des Kulturdenkmals. Fehlt dieser Link, wurden die Koordinaten noch nicht eingetragen. Sind diese bekannt, können sie über ein Tool mit einer Kartenansicht einfach nachgetragen werden. In dieser Kartenansicht sind Kulturdenkmale ohne Koordinaten mit einem roten bzw. orangen Marker dargestellt und können durch Verschieben auf die richtige Position in der Karte mit Koordinaten versehen werden. Kulturdenkmale ohne Bild sind an einem blauen bzw. roten Marker erkennbar.
- Datierung: Baubeginn, Fertigstellung, Datum der Erstnennung oder grobe zeitliche Einordnung entsprechend des Eintrags in der sächsischen Denkmaldatenbank
- Beschreibung: Kurzcharakteristik des Kulturdenkmals entsprechend des Eintrags in der sächsischen Denkmaldatenbank, ggf. ergänzt durch die dort nur selten veröffentlichten Erfassungstexte oder zusätzliche Informationen
- ID: Vom Landesamt für Denkmalpflege Sachsen vergebene, das Kulturdenkmal eindeutig identifizierende Objekt-Nummer. Der Link führt zum PDF-Denkmaldokument des Landesamtes für Denkmalpflege Sachsen. Bei ehemaligen Kulturdenkmalen können die Objektnummern unbekannt sein und deshalb fehlen bzw. die Links von aus der Datenbank entfernten Objektnummern ins Leere führen. Ein ggf. vorhandenes Icon  führt zu den Angaben des Kulturdenkmals bei Wikidata.